# AAD (spadochroniarstwo)
AAD (ang. Automatic Activation Device) – automatyczne urządzenie aktywujące spadochron (automat spadochronowy). Urządzenie, które otwiera spadochron zapasowy w przypadku nieotwarcia przez skoczka spadochronu głównego.

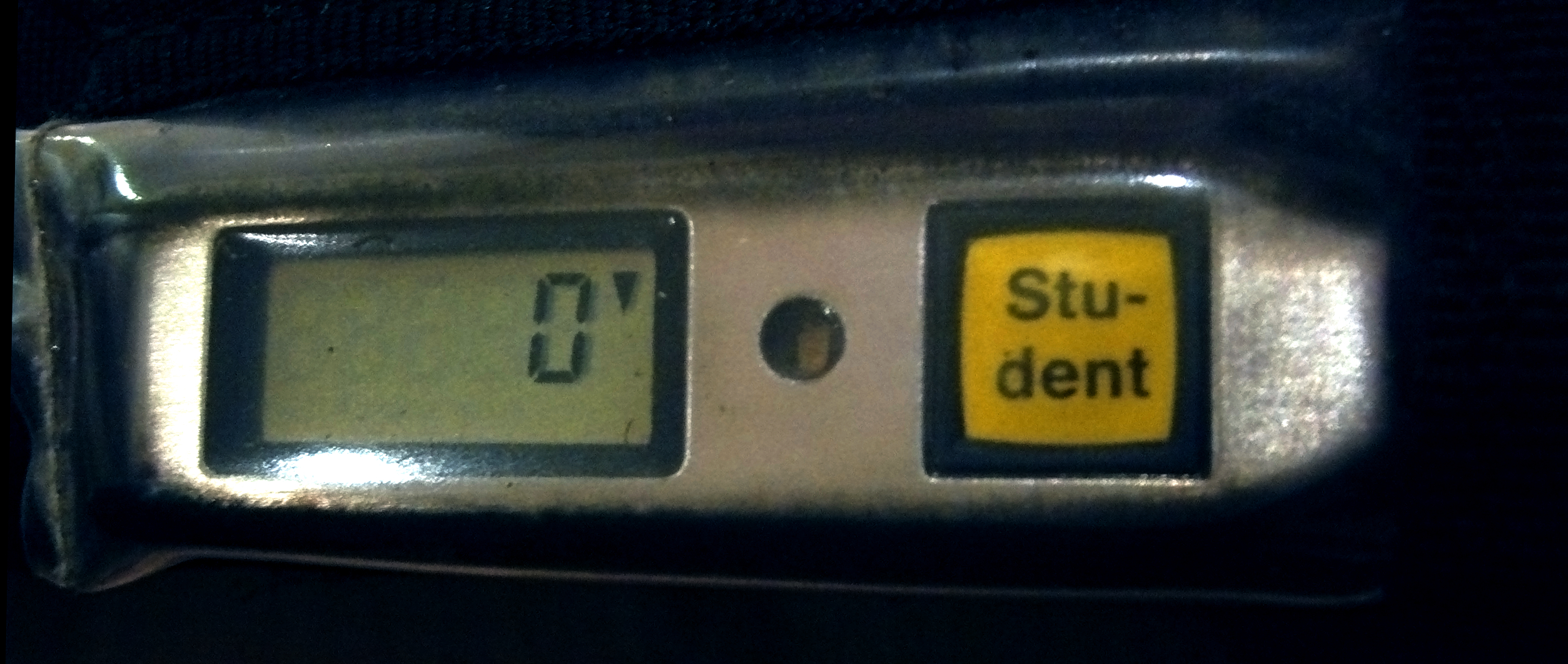
CYPRES 2 – Student

## Najpopularniejsze AAD

### CYPRES 2

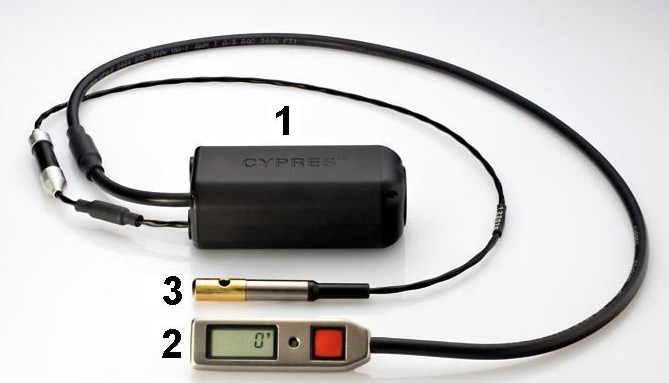
CYPRES 2 – Expert

Pierwszy AAD - CYPRES (ang. CYbernetic Parachute RElease System) – został wypuszczony na rynek w 1991 roku.
Istnieją 3 rodzaje CYPRESa:
- CYPRES Expert – otwiera spadochron na wysokości 225 metrów, jeśli prędkość spadania wynosi co najmniej 35 m/s
- CYPRES Student – otwiera spadochron na wysokości 225 metrów, jeśli prędkość spadania wynosi co najmniej 13 m/s
- CYPRES Tandem – otwiera spadochron na wysokości 575 metrów, jeśli prędkość spadania wynosi co najmniej 35 m/s.

### Vigil
Automat ten może pracować w 3 trybach:
- Pro – otwiera spadochron na wysokości 250 metrów, jeśli prędkość spadania wynosi co najmniej 35 m/s
- Student – otwiera spadochron na wysokości 300 metrów, jeśli prędkość spadania wynosi co najmniej 20 m/s
- Tandem – otwiera spadochron na wysokości 600 metrów, jeśli prędkość spadania wynosi co najmniej 35 m/s.

### MarS m²

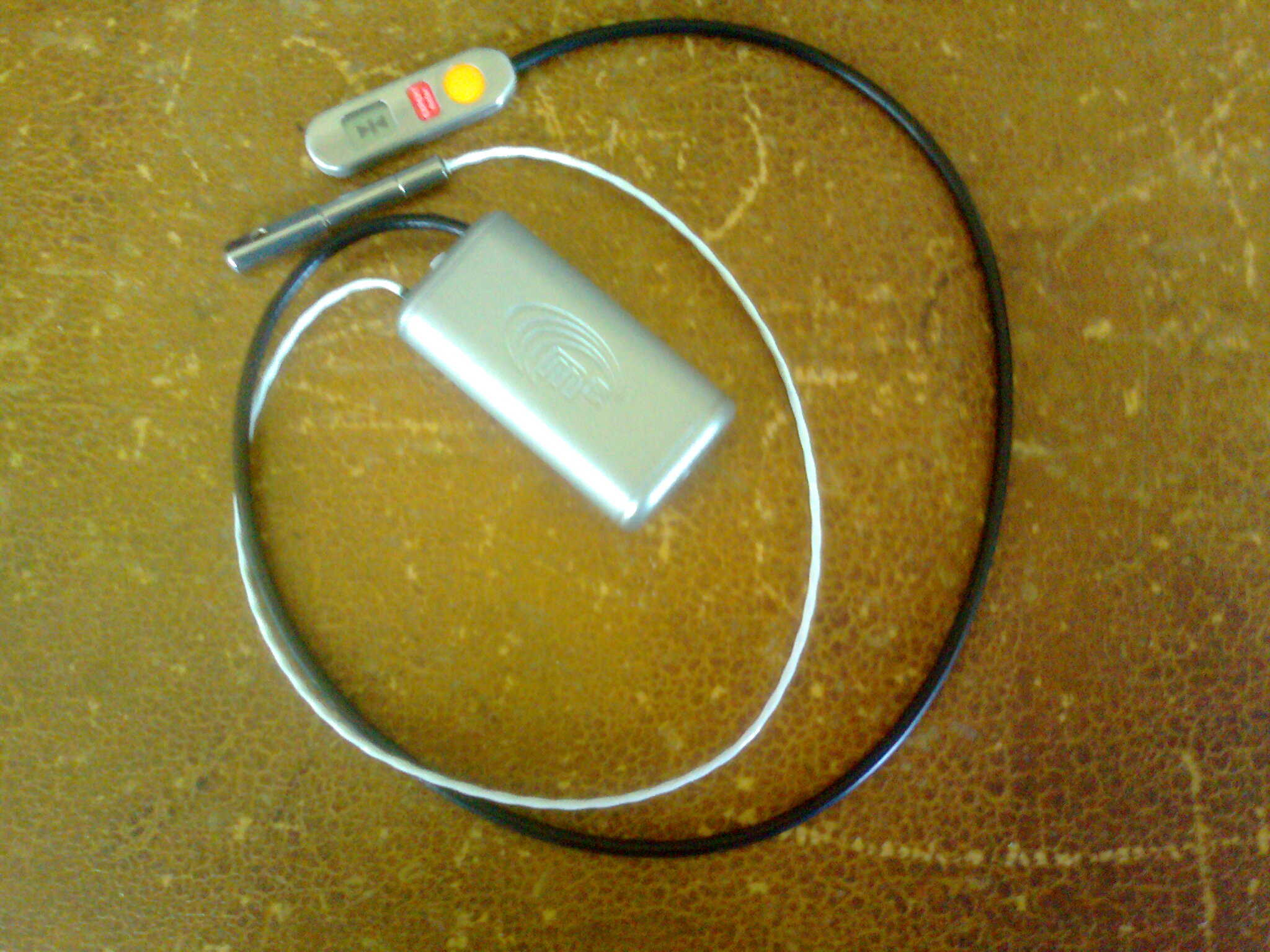
MarS m² – Student

Automat ten może pracować w 3 trybach:
- Expert – 270 metrów nad ziemią jeżeli prędkość przekracza 35 m/s
- Student – 330 metrów nad ziemią jeżeli prędkość przekracza 20 m/s
- Tandem – 610 metrów nad ziemią jeżeli prędkość przekracza 35 m/s.

### Argus

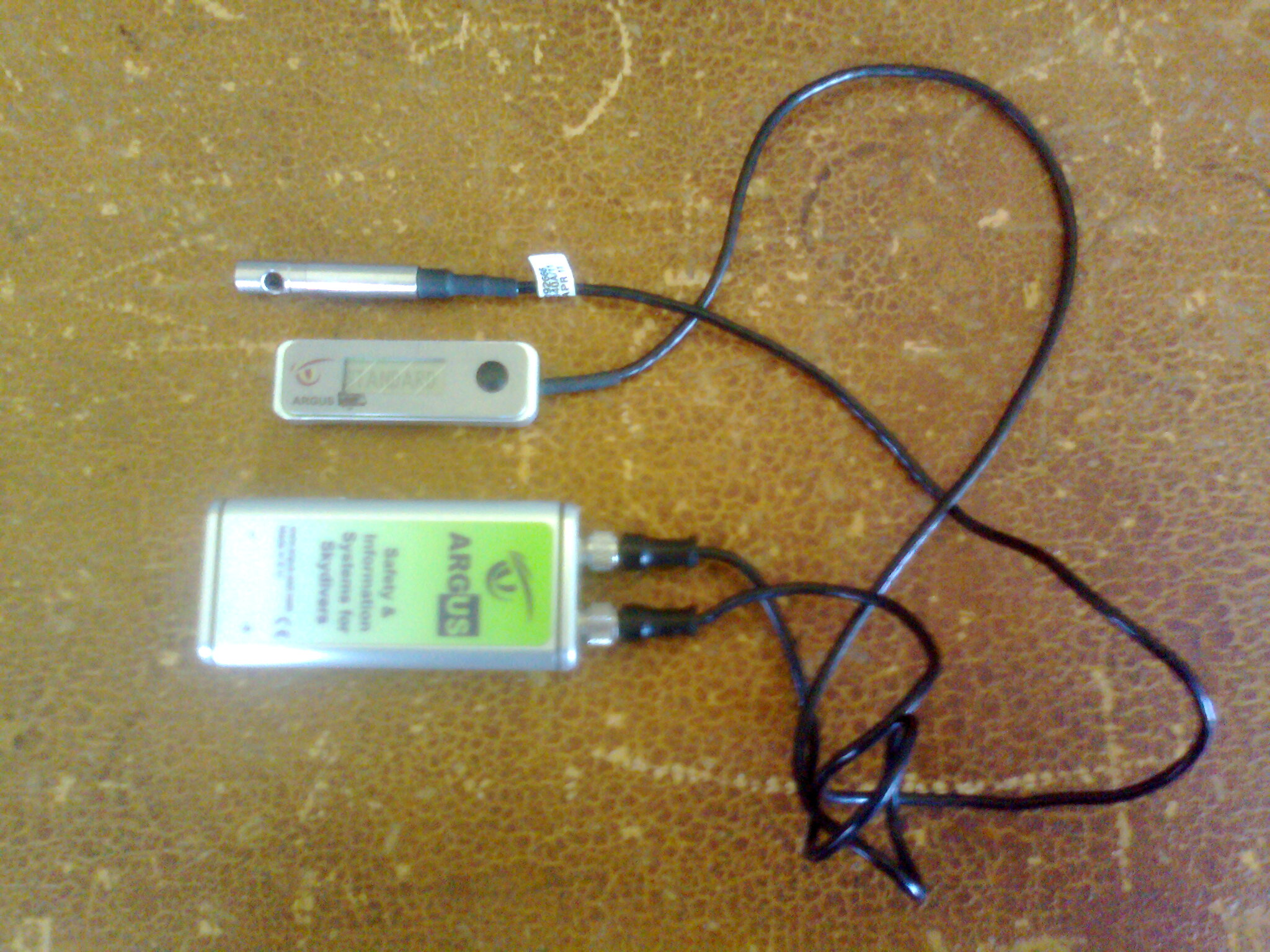
Argus – Standard

We wcześniejszych latach na rynku obecny był również automat Argus. Działał on w 4 trybach:
- Standard – 250 metrów nad ziemią jeżeli prędkość przekracza 35 m/s
- Novice – 300 metrów nad ziemią jeżeli prędkość przekracza 20 m/s
- Tandem – 660 metrów nad ziemią jeżeli prędkość przekracza 35 m/s
- Swoop – 250 metrów nad ziemią jeżeli prędkość przekracza 35 m/s.

Problemy automatu
W 2009 roku wydarzył się w Polsce śmiertelny wypadek, podczas którego automat Argus nie zadziałał prawidłowo. Wypadek ten oraz zdarzenia z innych państw doprowadziły do zawieszania automatu marki Argus w niektórych w państwach, w tym w Polsce. Urząd Lotnictwa Cywilnego zakazał użytkowania automatu Argus 19.03.2010 roku. Rok później przywrócił możliwość jego użytkowania, jednak zakaz użytkowania Argusa podyktowany był również przez niektórych producentów pokrowców spadochronowych. Przedstawiciele firmy Aviacom produkującej automat Argus twierdzili, że zawieszanie automatu przez producentów pokrowców nie było podyktowane bezpieczeństwem, tylko kwestią polityczną. Obecnie automat Argus nie jest produkowany, a bezpośrednią przyczyną zakończenia działalności firmy było uniemożliwienie jego użytkowania w niektórych pokrowcach.

### KAP-3P1
W Wojsku Polskim używany jest automat konstrukcji radzieckiej KAP-3P1,KAP-3,KAP-3P, KAP-3MP1 (np. występujący w zestawie spadochronowym DEDAL ze spadochronem zapasowym AZ-95).
Automat spadochronowy KAP-3 składa się z zasadniczych dwóch mechanizmów z sobą współdziałających: mechanizmu zegarowego i aneroidowego (barometru metalowego). Mechanizm zegarowy pozwala na dokonywanie opóźnień otwarcia spadochronu w zakresie 2–5 s od chwili jego włączenia, które następuje po odpowiednim nastawieniu a.s. i wyciągnięciu elastycznej zawleczki unieruchamiającej. Mechanizm aneroidowy, działający na podstawie różnicy ciśnień, na różnych wysokościach, pozwala na otwieranie automatyczne spadochronu w granicach wysokości 500–4000 m. Żądaną wysokość otwarcia spadochronu osiąga się poprzez odpowiednie nastawienie aneroidu według znajdującej się na jego tarczy podziałki. W przypadku nastawienia a.s. na duże opóźnienie (np. oddzielenie się skoczka od samolotu na wysokości 3000 m, a otwarcie spadochronu ma nastąpić 1000 m), najpierw zaczyna działać mechanizm zegarowy, którego działanie w ostatniej sekundzie zostaje zablokowane przez mechanizm aneroidowy do chwili, w której opadający skoczek osiągnie nastawioną na skali aneroidu wysokość. Po osiągnięciu tej wysokości aneroid zwalnia z powrotem mechanizm zegarowy, który pracuje jeszcze 0,8–1,2 s i zwalnia roboczą sprężynę, połączoną z linką wyzwalającą, do której przymocowane są na stałe zawleczki zamykające zamki stożkowe. Zwolnienie sprężyny roboczej powoduje wyciągnięcie zawleczek z zamków stożkowych i otwarcie pokrowca spadochronu, w którym ułożony jest spadochron. Przy wykonywaniu skoków do 500 m pracuje wyłącznie mechanizm zegarowy. W czasie wykonywania skoków a.s. jest w odpowiedniej kieszonce znajdującej się na pokrowcu spadochronu.

### FXC-12000

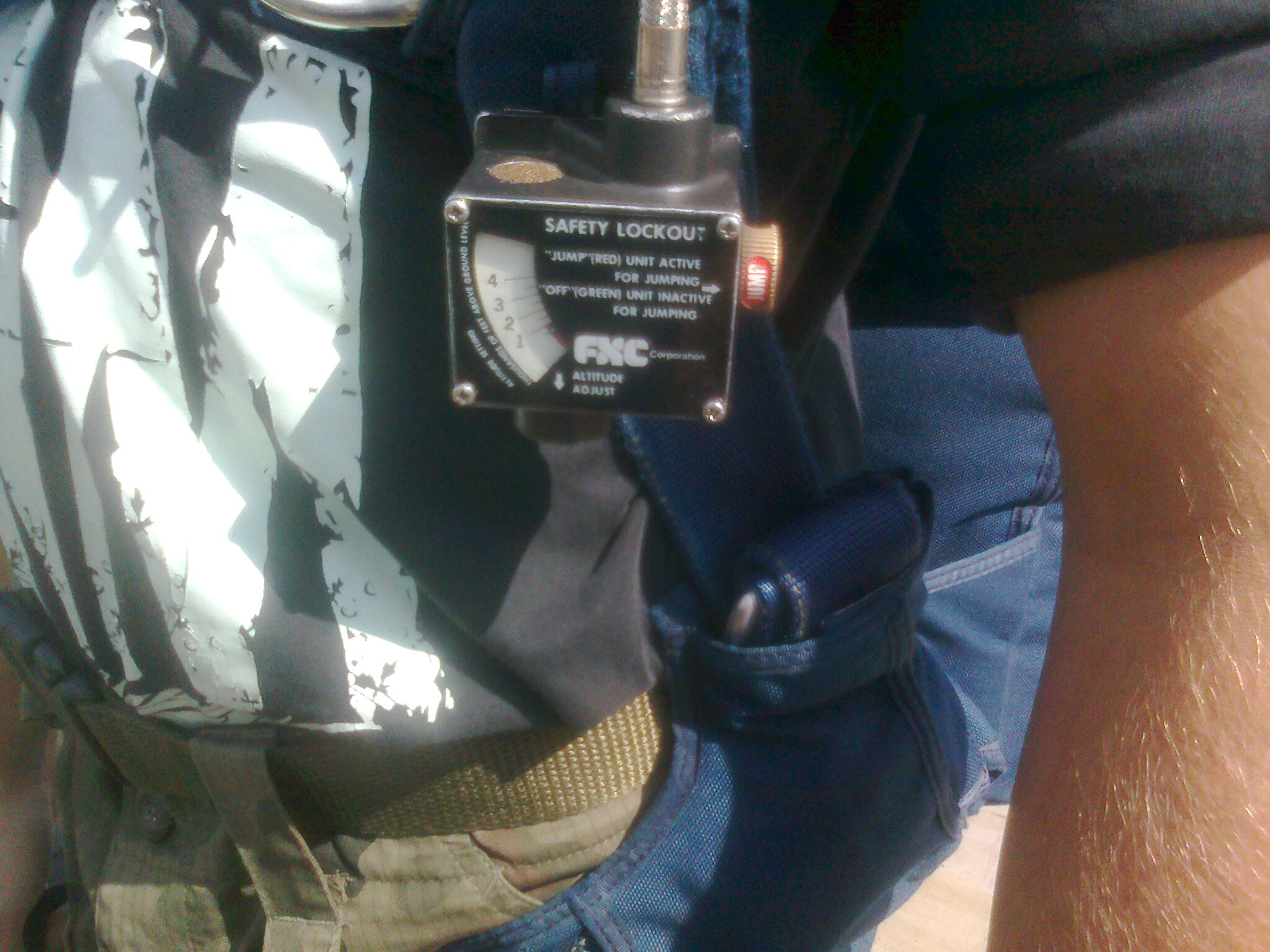
FXC-12000

Francuski automat, do spracowania dochodzi przy prędkości powyżej 19,8 m/s. FXC może jednak zadziałać już przy mniejszej prędkości – powyżej 12,2 m/s.
Zalety:
- niska cena zakupu
- bezkosztowe zadziałanie automatu (mechanizm sprężynowy wystarczy naciągnąć i powtórnie podłączyć).

Wady:
- duży
- ciężki
- mało precyzyjny
- podatny na przypadkowe wyłączenie
- przydatny raczej do skoków szkolnych po kosztownym dostosowaniu pokrowca
- przeglądy roczne poza granicami kraju.

Źródło: